# 杆石属
桿石屬（學名：Bactrites），又名桿棱石屬，是一屬已滅絕的頭足類。為桿石科的模式屬。牠們生存在早泥盆紀至晚二疊紀的海洋中，被認為是從鸚鵡螺類演化成菊石的過渡類型，牠們具有一些異於一般鸚鵡螺類，反倒近似於菊石類的特徵，例如小型且產量多的卵、體管位於腹側等。有些學者將桿石歸類為鸚鵡螺類，有些則將其歸入菊石類，也有學者主張將其獨自歸成一類，也就是非鸚鵡螺，也非菊石的頭足類。牠們的化石被發現於美國、英國和哈薩克等地。

## 特徵
桿石有著細長桿狀的外殼，體管位於腹側。牠們在水中可能是頭向下垂直生活的，從其殼形可推測牠們應該不是活躍的游泳者，而是隱藏在海藻中的潛伏突擊者。

## 下属物种
本属包括以下物种：
- Bactrites bolorensis Shimanskiy, 1993
- Bactrites carbonarius Smith, 1903
- Bactrites elcapitanensis Mapes, 1979
- Bactrites gaitherensis Gordon, 1964
- Bactrites mexicanus Miller, 1944
- Bactrites mirificus Shimanskiy, 1993
- Bactrites pandanifoliolus Berry, 1924
- Bactrites redactus Gordon, 1964
- Bactrites sempiternus Shimanskiy, 1954
- Bactrites smithianus Girty, 1909
- Bactrites subconicus Sandberger, 1843
- Bactrites ultuganensis Shimanskiy, 1954

## 外部連結
- Bactrites in the Paleobiology Database